# Yvonne de Komornicka
Yvonne de Komornicka, née Yvonne Roeschlin le 13 juillet 1898 à Saulxures-sur-Moselotte (Vosges) et morte le 31 octobre 1994 à Avignon(Vaucluse), dite capitaine Kléber, est une résistante française, chef du mouvement Combat puis des Mouvements unis de la Résistance (MUR) de Vaucluse. Arrêtée, elle est déportée à Ravensbrück où elle eut à subir des expériences pseudo-médicales.

## Biographie

### Ses premiers pas dans la Résistance
Aînée d'une famille alsacienne nombreuse, Yvonne Roeschlin parachève ses études à Paris à la fin de la Première Guerre mondiale. Devenue veuve, elle s'installe en Lorraine avec ses trois filles. Répondant à l'appel du 18 juin 1940, elle organise à Nancy, où elle réside alors, « un réseau d’évasion des prisonniers français blessés qui y étaient internés. ». Elle doit fuir vers le Midi de la France pour des raisons de sécurité et s'arrête à Avignon à la fin de l'été 1941 avec ses trois filles,.
Pour faire face à l'afflux des réfugiés de l'Est, elle est embauchée par le bureau d’aide sociale de la mairie afin de prendre en charge les Lorrains. Ceux de religion catholique avaient leur aumônier, un prêtre chassé de Lorraine par les occupants, car il faisait réciter « la prière en français aux gosses du catéchisme ». Cet abbé Krebs est un résistant organisé, connu sous le surnom de Victor, et est « le premier chef du mouvement Combat dans le Vaucluse. ».

### Chef du réseau Combat et des Mouvements unis de la Résistance de Vaucluse
L'appartenance à la Résistance de l'abbé Krebs parvient jusqu'à l’archevêque d’Avignon, Gabriel de Llobet, à la fin de l’été 1942. Furieux, celui-ci lui donne deux heures pour quitter la ville. Pris de court et confronté au peu d'allant de certains de ses adjoints pour lui succéder, l'aumônier lorrain désigne Yvonne de Komornicka, dite Kléber.
En 1955, lors d'un entretien avec l'historienne Marie Granet, elle confie « Pourquoi ai-je accepté de prendre une responsabilité aussi énorme que celle-là ? Je ne suis pas bigotte mais je me suis dit : Comme c’est un prêtre qui me colle une charge aussi énorme, hé bien ! je pense que je serai protégée. Et j’ai été protégée ! ». C'est ainsi que, dès l'automne, elle devient chef incontesté du réseau Combat dans le Vaucluse.
Par ailleurs, ses filles travaillent avec elle dans la Résistance. Elle les a prénommées Christiane, Wanda et Hélène.

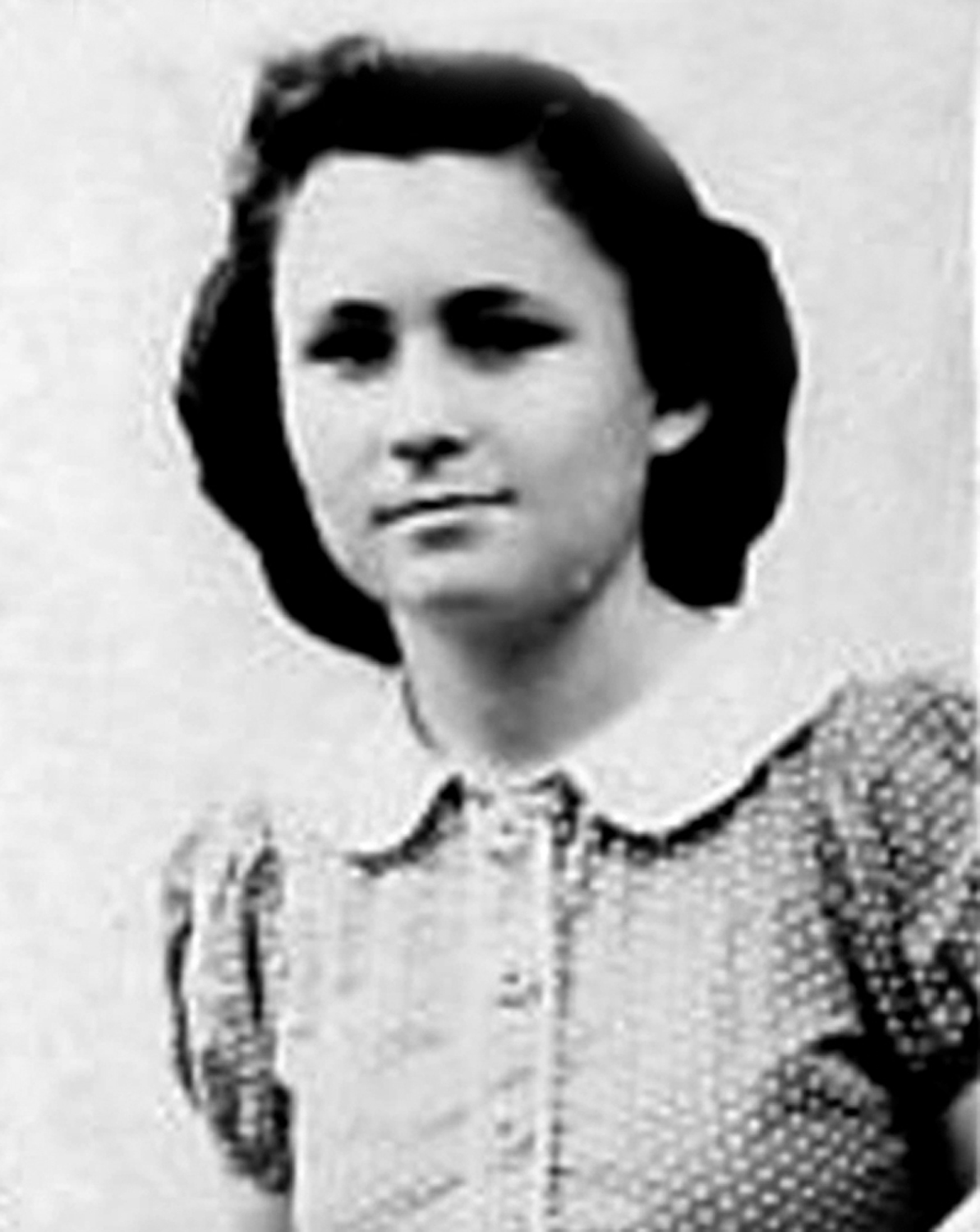
Christiane de Komornicka.
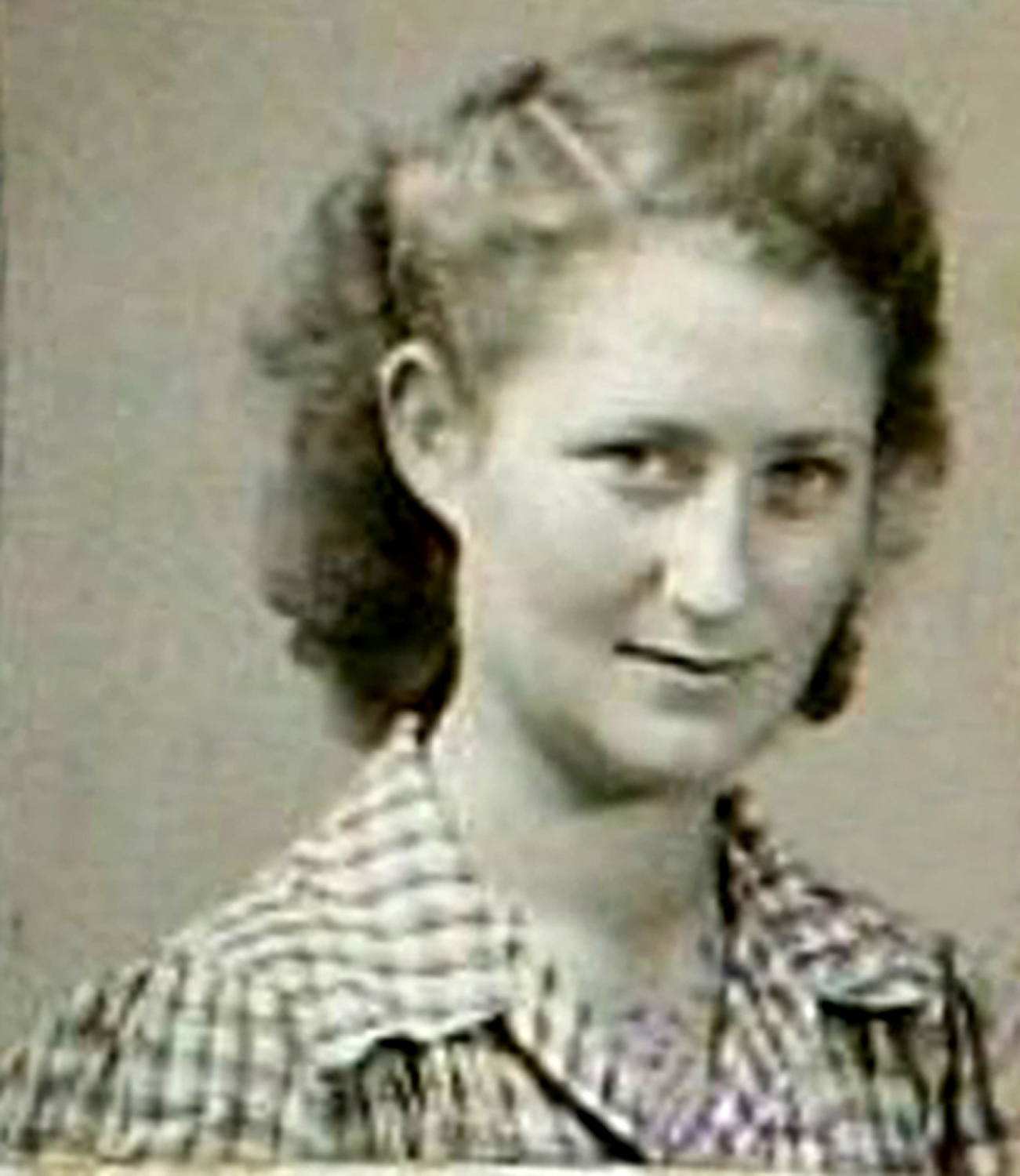
Wanda de Komornicka.

Kleber devient la responsable du ROP (recrutement organisation propagande) de Combat pour le Vaucluse. Ayant rencontré Jean Moulin, sur ses ordres, elle fédère dans les Mouvements unis de la Résistance (MUR) les organisations de la Résistance vauclusienne et centralise, avec l'aide de ses filles, la distribution des journaux et des tracts.
Jean Garcin, dit Bayard, qui est à la tête des Groupes francs de Vaucluse la rejoint, entre la fin 1942 et le début 1943 et se place sous sa direction.

### Déportée à Ravensbrück

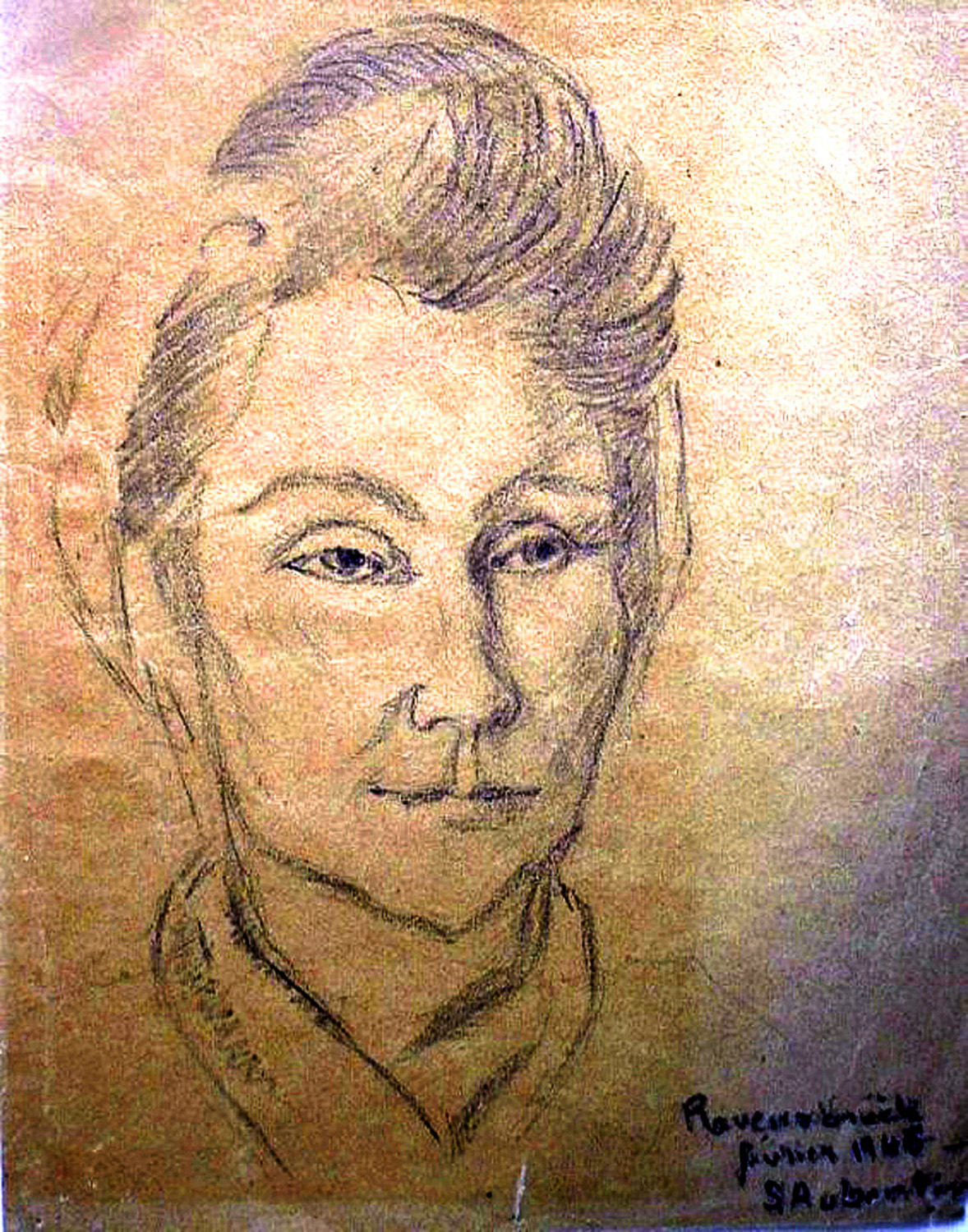
Yvonne de Komornicka Portrait réalisé par une codétenue du camp de Ravensbrück, 1944.

Le 23 octobre 1943, Yvonne de Komornicka est arrêtée par la Gestapo qui investit son bureau à la mairie d'Avignon. Elle est internée aux Baumettes puis déportée à Ravensbrück. Compte tenu de ses activités, elle est classée dans la catégorie Nuit et Brouillard, celles et ceux qui ne devaient pas revenir et sa famille n'eut plus aucune nouvelle. Il faut alors lui trouver un successeur : c'est Paul Faraud, ancien maire de Plan-d'Orgon suspendu par le gouvernement de Vichy depuis le 6 septembre 1941. Il avait fait savoir qu'il ne pouvait accepter l’armistice signé par le Maréchal Pétain.
Entouré de quelques camarades, il entre en résistance et rejoint « Combat » et Yvonne de Komornicka. En automne 43, les faits d'armes de Paul Faraud, dit Marcel dans la Résistance, sont tels qu'il la remplace et se retrouve ainsi à la tête des MUR pour la région R2.
À cause du nom polonais de son mari, Yvonne de Komornicka n'échappe pas « aux expériences médicales nazies qui utilisaient les Polonaises comme matériau de laboratoire. ». Elle survit à ces expériences pseudo-médicales. Vers la fin 1944, elle dénonce le rôle de Treite, un des médecins de Ravensbrück, dans l'Affaire des timbales (Fall Pauken). Plutôt que de l'opérer de la hernie dont elle souffrait, il lui enlève la glande gauche de Bartholin (ou glande vestibulaire).

### Retour à la vie civile
Comme elle l'a confié à Marie Granet : « Quand je suis revenue de déportation, j’ai embrassé la terre de France. ». Contrairement à beaucoup de ses camarades résistants, elle ne postule à aucun rôle politique après la Libération. Elle demande seulement d'être réintégrée dans les services sociaux de la ville d'Avignon.

## Hommages

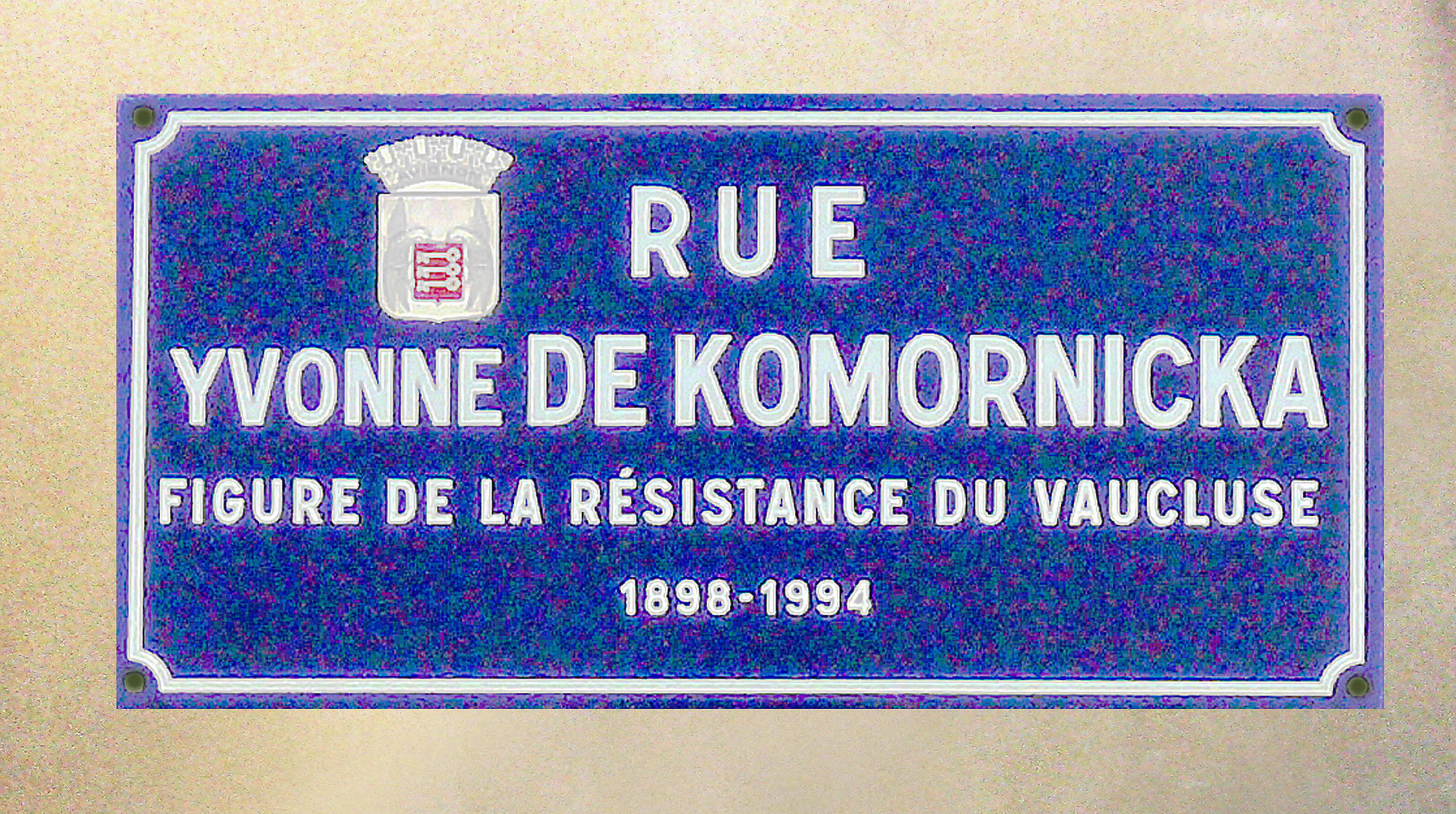
Plaque de rue à Avignon.

Une rue d'Avignon porte son nom. Un ouvrage lui a été consacré : Le Comité vosgien de l'Union lorraine des médaillés de la Résistance présente une héroïne vosgienne de la Résistance : Yvonne de Komornicka. La croix de Guerre et la croix de la Légion d'Honneur ont récompensé son action.

## Une famille de résistantes

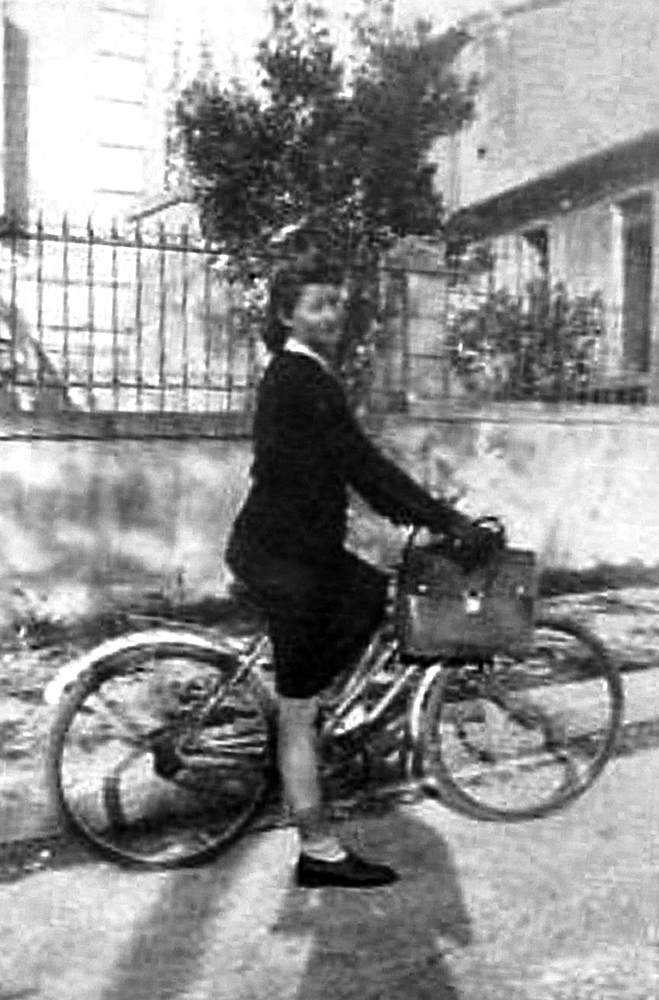
Christiane de Komornicka, à vélo.

Dans les archives de Vaucluse se trouve le témoignage de Wanda Hudault, fille d’Yvonne de Komornicka : « Ma mère avait été arrêtée mais elle avait pu nous laisser sur un papier griffonné de « faire comme si elle était là ». Alors, avec mes sœurs, nous avons continué nos activités. J’aidais les familles des maquisards, des fusillés et des déportés. J’ai continué les liaisons avec les différents mouvements de Résistance et les maquis de la région. Je parcourais le département en bicyclette tous les jours. ».
Wanda avait alors 17 ans et faisait régulièrement, en une journée le trajet Avignon-Cavaillon, puis Cavaillon-Carpentras, avant de rejoindre son domicile à Avignon, 4 rue des Chalets, avant le couve-feu puisque les arrestations continuaient, de plus en plus nombreuses.
Christiane de Komornicka, autre fille d’Yvonne, fut aussi active, les archives de la ville de Cavaillon possèdent une déclaration du vol de sa bicyclette « par un soldat allemand en retraite, sous la menace de sa mitraillette, (...) le 18 août 1944. ».

## Décorations
- Officier de la Légion d'honneur
- Croix de guerre 1939–1945